# 関ケ原町立今須小学校小林分校
関ケ原町立今須小学校小林分校 （せきがはらちょうりつ　いますしょうがっこう　こばやしぶんこう）は、かつて岐阜県不破郡関ケ原町に存在した公立小学校の分校。

## 概要
- 今須小学校の分校であり、旧・今須村の南部に存在した。1985年廃校。同時に今須小学校と今須中学校は併設となり、今須小中学校となった。
- 2018年時点、校舎は集会所となり、上の谷地区の投票所などに使用されている[1][2]。

## 沿革
- 1873年（明治12年）8月 - 今須小学校小林支校として開校。校舎は小林旧本陣書院を改築。
- 1888年（明治21年）1月 - 今須尋常小学校小林分校に改称する。
- 1941年（昭和16年）4月1日 - 今須国民学校小林分教場に改称する。
- 1947年（昭和22年）4月1日 - 今須村立今須小学校小林分校に改称する。
- 1953年（昭和28年） - 火災により校舎が全焼（翌年再建）。
- 1954年（昭和29年）9月1日 - 関ケ原町、玉村、今須村、および岩手村の一部[3]が合併し、関ケ原町となる。同時に関ケ原町立今須小学校小林分校に改称する。
- 1985年（昭和60年）3月 - 廃校。